# Gewinghauser Bach
Der Gewinghauser Bach, am Oberlauf auch Landwehrbach genannt, ist ein linker Nebenfluss der Else im ostwestfälischen Rödinghausen und Bünde. Er ist damit Teil des Flusssystems Weser.

## Quelle, Verlauf und Mündung
Der Gewinghauser Bach entspringt am Donoer Berg (Wiehengebirge) im Grenzgebiet von Bieren und Dünne auf einer Quellhöhe von rund 175 m ü. NN. Bei Kilometer 6,4 wird er an der Buntemöller Mühle aufgestaut. Bei Kilometer 2,7 nimmt er den Habighorster Bach rechtsseitig auf. In Ennigloh-Gewinghausen durchfließt er als Teil eines für das Ravensberger Land typischen Sieksystems das Naturschutzgebiet Gewinghauser Bachniederung. Bei Elsekilometer 8,8 mündet der Gewinghauser Bach in der Nähe des Bünder Steinmeisterparks in die Else. Die Mündungshöhe beträgt rund 61 m ü. NN. Der Bach hat eine Länge von 8,2 Kilometern und überwindet dabei eine Höhe von rund 114 Metern.

## Natur
In Bünde liegt das rund 15 ha große Naturschutzgebiet Gewinghauser Bachtal. Das Gebiet bei Ennigloh-Gewinghausen liegt inmitten ausgedehnter landwirtschaftlicher Nutzflächen und ist als naturnahes Bachtal zu charakterisieren. Das Bachtal ist hier als für das Ravensberger Land so typische Sieksystem ausgeprägt. In den Feuchtbrachen finden sich Seggenrieder, Erlen und Grauweiden. Im Süden geht das Gebiet in einen Buchenwald über.